# Mota del Marqués (kommunhuvudort)
Mota del Marqués är en kommunhuvudort i Spanien.   Den ligger i provinsen Provincia de Valladolid och regionen Kastilien och Leon, i den centrala delen av landet, 180 km nordväst om huvudstaden Madrid. Mota del Marqués ligger 748 meter över havet och antalet invånare är 412.
Terrängen runt Mota del Marqués är platt. Runt Mota del Marqués är det glesbefolkat, med 8 invånare per kvadratkilometer. Närmaste större samhälle är Morales de Toro, 15,1 km sydväst om Mota del Marqués. Trakten runt Mota del Marqués består till största delen av jordbruksmark.